# Jean-Julien Weber

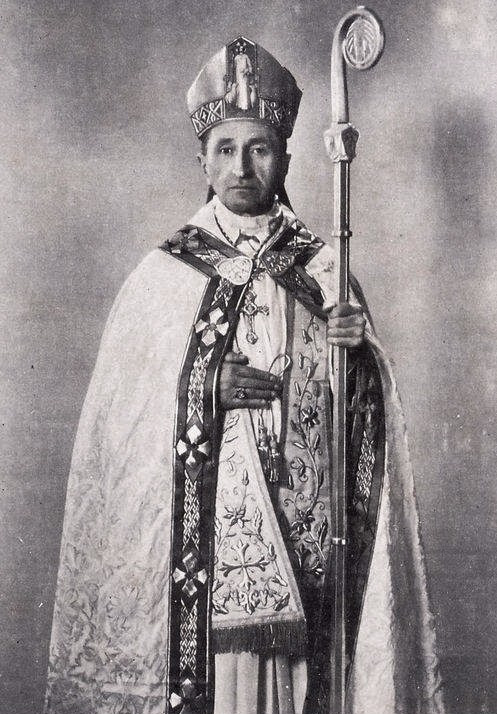
Jean-Julien Weber

Jean-Julien Weber PSS (* 13. Februar 1888 in Lutterbach, Reichsland Elsaß-Lothringen; † 13. Februar 1981 in Straßburg) war Bischof von Straßburg.

## Leben
Am 29. Juni 1912 empfing Weber die Priesterweihe und  trat in den Orden der Sulpizianer ein. Am 19. Mai 1945 wurde er vom Straßburger Domkapitel zum Koadjutorbischof von Straßburg gewählt. Papst Pius XII. bestätigte am 1. Juni desselben Jahres diese Wahl und ernannte ihn zudem zum Titularbischof von Messene. Die Bischofsweihe spendete ihm am 29. Juni 1945 der Pariser Erzbischof Emmanuel Célestin Kardinal Suhard. Mitkonsekratoren waren Pierre-Maurice-Marie Rivière (Bischof von Monaco) und  Joseph Alphonse Marie Evrard (Titularbischof von Dionysiopolis)
Bereits am 29. August desselben Jahres folgte er seinem Vorgänger als Bischof. Aufgrund seiner Verdienste erhielt er am 25. März 1962 den persönlichen Titel eines Erzbischofs. Zum 30. Dezember 1966 schied er wegen seines Alters aus seinem Amt. Er starb in Straßburg an seinem 93. Geburtstag am 13. Februar 1981.